# Bellesa (pornografia)
Bellesa és un lloc web canadenc de pornografia a Internet fundat el 2017 i comercialitzat per a dones. Produeix pel·lícules pornogràfiques originals sota la companyia Bellesa Films, amb Jacky St. James com a director. Bellesa Boutique (BButique) ofereix productes de joguines sexuals, i el lloc web també inclou models de càmera web, ficció pornogràfica i altres mitjans. Sota el nom de Bellesa Plus, tenen un servei de subscripció escalonada.
La companyia va ser fundada inicialment per allotjar vídeos pornogràfics i altres continguts compartits per dones, però després d'un perfil positiu a Bustle, va ser àmpliament criticada per les treballadores sexuals per incrustar contingut sense el consentiment dels estudis de producció, directors o intèrprets, i sense pagar-los. Després que la directora general, Michelle Shnaidman, demanés disculpes, el lloc web es va redissenyar. Més tard, Bellesa va començar a treballar amb Jacky St. James per produir pel·lícules en què els actors pornogràfics tenien agència sobre històries, vestits i amb qui treballarien. Tenen un programa de creadors de BIPOC per donar 20.000 dòlars al mes a projectes de filmació que involucren treballadors de color o indígenes. A més, l'empresa produeix joguines sexuals amb BuzzFeed, que promociona els productes al seu lloc web, i patrocina la secció Sex and Love de BuzzFeed.

## Història

### Fundació inicial
L'empresa Bellesa, amb seu a Mont-real, va ser fundada el febrer de 2017 per Michelle Shnaidman, que es va llicenciar en Psicologia i es va graduar en Estudis de la Dona a la Universitat McGill, i es va graduar el 2014. Segons un article patrocinat a The Bull &amp; Bear, Shnaidman va batejar el lloc web amb la paraula catalana "bellesa". Es va sentir alienada pels llocs web de pornografia convencionals, destacant els anuncis del tipus "creixeu el vostre penis 4 polzades" com a demostració que els llocs no estan dissenyats per a ella. Bellesa estava dirigida a les dones. Com a resultat de la investigació de la companyia, Schnaidman va dir que el lloc va ser dissenyat per destacar el plaer "autèntic" dels intèrprets i els cossos "relacionables" en la pornografia, amb un enfocament més gran en els cossos i els sons masculins. A més, Schnaidman va veure que les dones estaven més interessades en l'eròtica que els homes, a causa del focus en l'empatia i la imaginació, i com a consumidores de pornografia tant d'home a home com de dona a dona; aquesta última no es va referir Bellesa com a "porno lesbiana" per evitar l'alienació de les dones heterosexuals. La viceperiodista Zing Tsjeng va escriure el setembre de 2017 que els comentaris oficials del lloc web "es van recolzar molt en el llenguatge del feminisme i la positivitat sexual".
El lloc web va començar albergant vídeos enviats pels usuaris, ficció pornogràfica i altres mitjans. També va acollir una plataforma de blocs, The Collective, centrada en la positivitat sexual pel que fa a la cultura i el feminisme. Un vídeo de NowThis News va cridar l'atenció sobre el lloc. El setembre de 2017, les queixes d'actors pornogràfics com Kim Cums, Janice Griffith i Casey Calvert sobre la il·legitimitat del lloc web que allotjava vídeos sense el consentiment dels intèrprets o el benefici econòmic van fer que Bellesa retirés les seves seccions de vídeos i imatges. Segons Tsjeng, els videoclips es van utilitzar sense acreditar el director o la companyia de producció i semblaven estar incrustats des de llocs com Pornhub, SpankBang i XHamster. Mile High Media va dir que no havien donat permís perquè les seves produccions fossin utilitzades al lloc web, però que constituïa una quantitat substancial del contingut allotjat de Bellesa. Schnaidman va dir el setembre de 2018 que els usuaris van penjar contingut piratejat a llocs de tub i incrustat a Bellesa, que Bellesa "va perdre el control de poder controlar" les càrregues quan la base d'usuaris del lloc va créixer i que els llocs web d'amfitrió haurien d'haver retirat els vídeos, però "els llocs de streaming més grans no els importa gens" sobre la pirateria.
El propietari de Takedown Piracy, Nate Glass, va dir que el lloc web no allotjava el contingut, sinó que "disposava l'accés" al "contingut predominantment piratejat". Glass va enviar almenys 20 avisos de retirada de la Digital Millennium Copyright Act (DMCA) a Bellesa. La directora pornogràfica Jacky St. James, el contingut de la qual es va utilitzar a Bellesa, va criticar que el lloc web era "falsa feminista" per fer declaracions sobre ètica però utilitzar contingut d'altres sense crèdit. Segons Ana Valens de The Daily Dot, els termes i condicions del lloc web feien responsables dels problemes de drets d'autor els usuaris que penjaven material, no els propietaris. Jiz Lee, productora de PinkLabel, va comentar que "la pirateria és la més destructiva per als creadors independents, especialment les cineastes i les intèrprets femenines que produeixen el seu propi contingut". La socióloga Chauntelle Tibbals va escriure una peça per a AVN molt crítica amb el perfil positiu de Bellesa i Suzannah Weiss sobre Shnaidman for Bustle, que Tibbals va dir que va ser el que va portar l'escrutini al lloc.
Shnaidman es va disculpar en un comunicat, dient: "M'ha quedat molt clar que l'objectiu amb el qual vaig crear aquesta plataforma, lamentablement, s'ha posat en conflicte directe amb el suport i el respecte a les dones de l'espai sexual". Brady Dale, de The New York Observer, va comentar que la declaració de la missió de Bellesa era només sobre el seu públic, no les treballadores sexuals, però que la disculpa de Shnaidman "reconeix que ella també té una responsabilitat amb les dones que produeixen aquest treball".

### Redisseny i produccions originals
Bellesa.co es va sotmetre a un redisseny del lloc web l'agost de 2019 i, el març de 2020, havia llançat una botiga de joguines sexuals i una secció de models de càmera web. Van formar col·laboracions de contribució amb Deeplush, Sweet Sinner i Vixen. El seu pla de subscripció per nivells, Bellesa Plus, va començar el febrer de 2021.
L'octubre de 2017, AVN va anunciar que Bellesa estava fundant un estudi pornogràfic, Bellesa Productions, en cooperació amb Mile High Media. Això es va concretar l'abril de 2019 anunciant el nom de Bellesa Films, amb Jacky St. James com a director. Va debutar amb dos produccions en format físic, First Times & Second Chances i This Isn't Cheating, el primer dels quals comptaria amb Calvert i el segon amb Carter Cruise. El 2020, Damon Dice va ser el primer intèrpret contractual de Bellesa Films, amb un contracte d'exclusivitat durant un any.
El desembre de 2019, Bellesa Films va llançar una impremta, Bellesa House, amb St. James com a director. Segons Bellesa, les produccions donarien l'oportunitat als intèrprets de triar els seus socis; inclouria pel·lícules sense guió i sense editar, on els intèrprets triarien la seva pròpia roba i no portarien maquillatge ni es pentinarien. A més, no es prendrien fotografies de sexe. Els vídeos no tindrien diàlegs i tampoc serien considerats softcore. El rodatge de la impremta va començar a finals de gener de 2020.
Una altra sèrie de producció original, Bellesa Blind Date, va començar l'agost del 2021. Dirigida per St. James, en aquesta sèrie dos intèrprets es comunicaven de manera anònima sobre les seves fantasies sexuals, i després es coneixerien i tindrien relacions sexuals.
El programa BIPOC Creators, llançat el febrer de 2021, destinà 20.000 dòlars al mes a projectes que involucressin treballadors negres, indígenes i persones de color (també anomenades BIPOC per "black, indigenous, (and) people of color" en anglès). Bellesa va afirmar que la iniciativa era necessària perquè "gran part del contingut per a adults rodat pels estudis amb intèrprets de color, fins i tot el 2021, és fetitxista i problemàtic".

### Joguines sexuals
El 2018, la companyia va llançar Bellesa Boutique, una botiga de joguines sexuals, i van començar a col·laborar amb BuzzFeed. El seu primer producte original, l'AirVibe, es va llançar el novembre de 2020. The Pebble va debutar el febrer de 2021. Les dates estaven programades per arribar poc abans dels pics estacionals de vendes de joguines sexuals. L'AirVibe és un vibrador que utilitza succió i estimulació del Punt G. El novembre de 2021, Bellesa Boutique va llançar la joguina sexual Demi Wand amb la cantant, compositora i actriu nord-americana Demi Lovato. El producte és un vibrador de vareta que es carrega a la seva carcassa, dissenyat principalment per a l'estimulació del clítoris. En un primer moment però tenia la intenció de ser com un vibrador petit, i ser accessible per a persones noves a l'ús de joguines sexuals. Bellesa també produeix anells de penis, consoladors i altres joguines sexuals.
Bellesa patrocinà la campanya Sex and Love de BuzzFeed, mentre que BuzzFeed rebia drets d'autor quan els seus lectors assenyalaven un producte Bellesa i es feia una venda. Les empreses sexuals no podien gastar diners en publicitat de Google o de plataformes propietat de Facebook, ja que els seus termes i condicions ho prohibeixen, però podien publicar a Facebook i Instagram. Així que usaren la informació recollida dels lectors de BuzzFeed per informar les seves opcions de consumidor. Bellesa també ha treballat amb The Daily Beast per promocionar les seves joguines sexuals.

### Altres empreses
El 19 d'agost de 2021, la plataforma de creació de contingut OnlyFans —més coneguda per allotjar pornografia amateur va anunciar que prohibiria material sexualment explícit a partir d'octubre. El mateix dia, Bellesa va declarar que llançaria una plataforma similar per a les treballadores sexuals i els creadors de contingut a finals d'any. Els creadors individuals monetitzarien el seu contingut mitjançant tarifes de subscripció i consells únics. OnlyFans va revocar la seva decisió una setmana després.
Bellesa és patrocinadora dels premis Good Sex Awards de Rachel Kramer Bussel, que van tenir la seva primera cerimònia el juliol de 2021.
La companyia té un compte d'Instagram actiu, que es va suspendre breument el desembre del 2021, però que es va restaurar després de la protesta dels fans.

## Recepció
A la 37a edició dels premis AVN, de pornografia el 2019, Bellesa Films va obtenir cinc nominacions. L'⁣any següent, Bellesa House va guanyar el premi a la millor promoció de producció nova.
Danni Danger de The Daily Dot va fer una crítica majoritàriament positiva de Bellesa el 2020, elogiant la naturalesa "autèntica i crua" del seu contingut original, la naturalesa d'alt perfil dels seus intèrprets pornogràfics i la direcció de St. James per mantenir la "tensió coqueta". Van elogiar el disseny del lloc web, la seva amplada de banda raonable, els anuncis mínims i la seva assequibilitat, però van criticar que les pel·lícules presenten la dona com a "prima, cis-gènere i apta" i que algunes històries són en cert punt "esgarrifoses", com una en què un home és recompensat per la narració per discutir amb la seva xicota sobre els seus límits sexuals en un trio.
Anna Iovine de Mashable va donar a AirVibe una crítica majoritàriament negativa, criticant els botons i el disseny com a confús i escrivint que la mida i la forma de la joguina no coincideixen amb la seva anatomia. No obstant això, va elogiar el seu embalatge i preu discrets. Tanmateix, Anne Stagg, en una ressenya per a Nova York, va recomanar l'AirVibe pel seu preu i la seva capacitat d'induir "orgasmes combinats, gloriosos, fins als dits dels peus".
Sophie Saint Thomas de Bustle i Megan Wallace de Cosmopolitan van elogiar la mida petita, les vibracions silencioses però potents, el carregador de la caixa i el color groc sense gènere. Thomas el va recomanar per viatjar i per utilitzar-lo en múltiples zones erògenes durant la masturbació i el sexe. Tot i això, Wallace la va revisar com a menys agradable estèticament que altres joguines sexuals i va assenyalar que no hi ha cap opció per reduir la intensitat, excepte passant pels vuit modes.